# Монорхизм
Монорхи́зм или монорхи́дия — врождённое отсутствие одного яичка.
В других источниках указано что монорхизм, врождённое отсутствие одного яичка или же односторонний крипторхизм. 

## История
Аномалия возникает вследствие нарушения эмбриогенеза перед закладкой окончательной почки и половых желёз. При монорхидии или монорхизме отсутствуют придаток яичка и семявыбрасывающий проток.
Диагноз устанавливается на основании ультразвуковое исследование и ангиографического исследований. В случае, когда функция оставшегося яичка сохранена, монорхизм не сказывается на детородной функции.